# Anton Janša

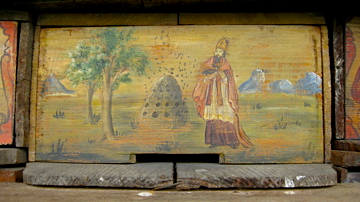
Malované úly, Janšovy úly

Anton Janša (20. května 1734 Breznica, Kraňsko - 13. září 1773 Vídeň) byl slovinský včelař a malíř, známý jako průkopník moderního včelařství, považovaný za jednoho z nejvýznamnějších včelařů. Vyučený akademický malíř, působil jako první učitel včelařství na Rakouském císařském dvoře.
Dne 20. května se slaví světový den včel, v den narození Antona Janši. 

## Životopis
Narodil se v Breznici u Žirovnice v Kraňsku. Anton Janša i jeho dva bratři byli výtvarně nadaní, v rodinném domě, ve stodole si zřídili malířský ateliér. Přestože ani jeden z nich neuměl číst ani psát, přestěhovali se do Vídně studovat kresbu a řemesla na mědirytecké škole. Lovro, Antonův bratr, úspěšně dokončil studia a stal se profesorem na Akademii výtvarných umění ve Vídni. Anton Janša se i přes svůj malířský talent od mládí zajímal o včely a vše, co s nimi souvisí a tak se začal věnovat včelařství. Již v roce 1769 začal intenzivně pracovat na rozvoji včelařství. V rodné vesnici měli přes sto úlů, kde se scházeli sousedé a povídali si o včelařství a zemědělství. O rok později Janša složil zkoušky a stal se včelařem v Dolnorakouské zemědělské společnosti a později učitelem včelařství ve včelařské škole poblíž parku Augarten ve Vídni, založený Marií Terezií. Kromě včelaření v zahradách Augarten Janša procestoval další rakouské provincie, kde představil inovativní způsob dopravy včel na pohankové pastviny.
V Rakouské říši se proslavil přednáškami, kde předával rozsáhlé znalosti o včelách. Dvě z jeho knih vyšly v němčině. V roce 1771 vyšla Rozprava o původu včel. Po autorově smrti, v roce 1775, vyšla Úplná nauka o včelařství. Kniha vyšla díky pomoci Petra Pavla Glavara, který dílo přeložil a doplnil o některé potřebné informace. V Kompletní nauce o včelařství Janša cituje: 

„Včely (kterým se tak říká kvůli hučení, šelesti a dalším zvukům, které vydávají) jsou jakési mouchy, které Bůh stvořil, aby svou horlivostí a neúnavnou prací poskytovaly člověku potřebný k životu med a vosk. Mezi všemi věcmi nebo zvířaty stvořenými Bohem není nic tak dobrého, užitečného, vyžadujícího malou péči, jakéhokoliv proviantu a nezpůsobující člověku žádné náklady, jako včely"  
Úryvek z knihy: Kompletní nauka o včelařství (1792), Anton Janša

Prvky učení Antona Janši jsou stále platné a používané v moderním včelařství. Po smrti vynikajícího včelaře vydala císařovna Marie Terezie dekret, ve kterém nařídila všem včelařům v Rakouském císařství učit se z knih Antona Janši.
Antona Janša je známý také změnou velikosti úlů a jejich tvaru, což umožnilo včelařům poskládat více úlů do jedné sestavy. Kromě svých rozsáhlých znalostí včelařství byl také malířem, oblíbených ve slovinské tradici dvířek a stěn úlů tradičními výjevy ze slovinské kultury nebo kraňskými motivy. Obrázky na dvířkách do úlů jsou malované převážně olejovými barvami. Obrazy představují lidské slabosti, světské motivy a výjevy, které stereotypně představují určitá povolání. Na počátku 20. století s rozvojem včelařství tradice malování úlových dvířek vymizela, ale četná zdobená dvířka jsou v současnosti v místních a státních muzeích nebo soukromých sbírkách jako součást identity slovinské kultury. Malba přední strany úlů je charakteristická zejména pro slovinskou alpskou oblast.
Odmítl mylné přesvědčení, že včely přenášejí vodu vzduchem. Dospěl k závěru, že včelí matka je oplodněna ve vzduchu a včely ji záměrně vedou na pastviny. Vynalezl také šlechtitelské stanice a popularizoval vědu o včelařství, kterou propagoval Giovanni Antonio Scopoli.
Slovinci dodnes používají stejné konstrukce včelích úlů, které vytvořil Janša. V roce 1884 Spolek včelařů a sadařů umístil na zeď rodného domu Antona Janši pamětní desku. Je po něm pojmenováno Včelařské muzeum v Radovljici a Včelařská šlechtitelská stanice v Završnici.

## Dílo
- Rozprava o původu včel (1771)
- Kompletní nauka o včelařství (1775, vydáno posmrtně)